# Соусканіха
Соускані́ха (рос. Соусканиха) — село у складі Красногорського району Алтайського краю, Росія. Адміністративний центр Соусканіхинської сільської ради.

## Населення
Населення — 720 осіб (2010; 943 у 2002).
Національний склад (станом на 2002 рік):
- росіяни — 94 %